# セクストゥス・ポンペイウス

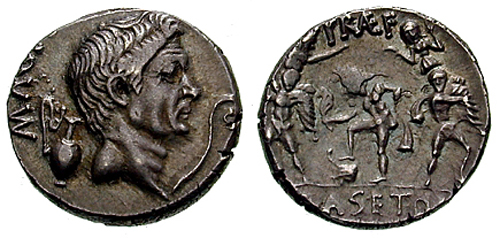
セクストゥス・ポンペイウスが描かれたコイン

セクストゥス・ポンペイウス（ラテン語: Sextus Pompeius, 紀元前67年 - 紀元前35年）は、共和政ローマ末期の軍人・政治家。第一回三頭政治の一角であったグナエウス・ポンペイウスと3番目の妻ムキアの次男。グナエウス・ポンペイウス・ミノル（小ポンペイウス）の弟。父の死後は元老院派の重要人物として、ヒスパニアを拠点にカエサルへの抵抗を続けた。

## 生涯
紀元前48年、父がファルサルスの戦いでカエサルに敗れ、アレクサンドリアに逃れて暗殺された後、海路でヒスパニアへ逃れた。かつて父がセルトリウスの乱を鎮圧して以来ヒスパニアはポンペイウス派の支持基盤となっていたからである。第一回三頭政治でもガリア担当のカエサル、シリア担当のクラッススに対し、父はヒスパニア及びエジプト担当の属州総督として派遣されることになっていた。
ヒスパニアにはカエサルの9年に及ぶガリア戦争で副将を務め、ファルサルスの戦いではポンペイウス軍の騎兵を率いて戦った名将ラビエヌスも逃れてきており、セクストゥスは兄で父と同名の小ポンペイウスと共にイベリア半島の原住民を味方につけて蜂起した。初めのうち戦いはポンペイウス軍に有利に進み、カエサル派の軍勢を相次いで破った。ポンペイウス派の勢力は一時はイベリア半島全域に及んだが、カエサル自身がヒスパニアに到着すると形勢は逆転し、ムンダの戦いで兄とラビエヌスは戦死した。セクストゥスのみが生き残り大西洋沿岸部の山地へと逃れた。
セクストゥスはカエサルが暗殺された後にシチリアにて再び蜂起したが、ナウロクス沖の海戦でカエサルの後継者オクタウィアヌスの腹心アグリッパ率いる海軍に敗れ勢力を失った。紀元前35年、ミレトスで捕えられ、処刑された。
セクストゥスはスクリボニア（紀元前55年 - 紀元前36年）という女性と結婚し、名前不詳の娘を儲けていたというが、それ以外にセクストゥスの家族の事は分かっていない。
なお、妻スクリボニアの父ルキウス・スクリボニウス・リボ（紀元前90年 - 紀元前34年以降）の姉妹が、後に初代ローマ皇帝となるアウグストゥスの2番目の妻にして、アウグストゥス唯一の実子大ユリアを儲けた後に離婚することになるスクリボニアである。